# Летонски лат
Лат (летонски: lats) је била званична валута у Летонији. Скраћеница за лат била је Ls, а међународни код LVL. Лат је издавала Банка Летоније. У 2007. години инфлација је износила 10,1%. Један лат састојао се од 100 сантима (santīms).
Лати су први пут уведени 1922. када су заменили летонску рубљу која је била валута од 1919. до 1922, и касније поново између 1992. и 1993. када су поново враћени лати. Летонија је 1. јануара 2014. увела заједничку европску валуту евро, који је заменио лат.
Постојале су новчанице у износима 5, 10, 20, 50, 100 и 500 лата и кованице 1 и 2 лата као и од 1, 2, 5, 10, 20 и 50 сантима. Постојале су и специјалне јубиларне верзије направљене од злата и сребра у вредностима 2, 10, 20 и 100 лата. На новчаници од 10 лата налазила се река Даугава.